# آیس (کمیک)
آیس (به انگلیسی: Ice)، با نام اصلی تورا اولافسداتر، یک شخصیت خیالی ابرقهرمان در کتاب‌های کامیک آمریکایی منتشر شده توسط دی‌سی کامیکس است. این شخصیت توسط کیث گیفن، جان د متیس و کوین مگوایر خلق شده است و برای اولین بار در شمارهٔ ۱۲ لیگ عدالت بین‌المللی (آوریل ۱۹۸۸) حضور پیدا کرد. آیس ابرقهرمانی دلسوز است که در کنار بهترین دوستش فایر به مبارزه با جرم و جنایت می‌پردازد. او و فایر در کنار یکدیگر به عنوان یکی از اعضای تیم‌های نگهبانان جهانی و لیگ عدالت محسوب می‌شدند.
تورا عضو گروهی از نژاد انسان‌های جادویی یخی است که در رشته کوه‌های نروژ زندگی می‌کنند و پدر او، شاه اولافسداتر رهبر این افراد است. زمانی که مهندسی به نام راد شندینست مردم یخی را کشف کرد، با پدر تورا قرار گذاشت که به او اجازه ترک سرزمین پادشاهی را بدهد. پس از اینکه راد، تورا را به دکتر میست و گروه نگهبانان جهانی معرفی نمود، او به عنوان دومین شخصیت با نام مستعار آیس‌میدن به این تیم پیوست.